# 豐谷戰役
豐谷戰役或稱卜卜山戰役發生於1885年1月3日至4日，是中法戰爭中一場重要的戰役。這場戰役是為了清除清軍在越南的前線基地，並為同年2月的諒山戰役做前期準備。

## 註腳
1. ↑  Harmant, 113–37; Lecomte, Lang-Son, 155–76; Lung Chang, 332; Maury, 129–32; Thomazi, Conquête, 243; Histoire militaire, 104–5